# Komisariat Wewnętrzny Straży Granicznej „Sandomierz”
Komisariat Wewnętrzny Straży Granicznej „Sandomierz” – jednostka organizacyjna Straży Granicznej w okresie międzywojennym.

## Formowanie i zmiany organizacyjne
Rozporządzeniem Prezydenta Rzeczypospolitej Polskiej Ignacego Mościckiego z 22 marca 1928 roku, do ochrony północnej, zachodniej i południowej granicy państwa, a w szczególności do ich ochrony celnej, powoływano z dniem 2 kwietnia 1928 roku Straż Graniczną.
Rozkazem nr 6 z 22 kwietnia 1939 roku w sprawach zmian organizacyjnych oraz działania Egzekutywy Komendy Głównej Straży Granicznej gen. bryg. Walerian Czuma utworzył komisariat wewnętrzny Straży Granicznej „Sandomierz”. Rozkazem tym do komisariatu wewnętrznego „Sandomierz” przydzielił placówkę II linii „Rzeszów”, którą wydzielił z Komendy Obwodu „Jasło” i przemianował ją na posterunek wywiadowczy. Jednocześnie utworzył posterunki wywiadowcze w Tarnowie i Lublinie. Etat komisariatu: 1 oficer, 18 szeregowych, 1 samochód, 9 kbk, 9 pistoletów.
Rozkazem nr 12 z 14 lipca 1939 roku w sprawie reorganizacji placówek II linii [...] komendant Straży Granicznej gen. bryg. Walerian Czuma przemianował posterunek wywiadowczy „Rzeszów” „Tarnów” i „Lublin” na placówki II linii.

## Struktura organizacyjna
- komendant komisariatu
- personel kancelaryjny
- kartoteka
- laboratorium techniczne
- zmienna liczba placówek II linii i posterunków

## Służba wywiadowcza
Teren działania:
- na północy – styk z terenem działania Egzekutywy Komendy Głównej Straży Granicznej (rejon Warszawy), według linii rozgraniczenia Końskie (wyłącznie), Jastrząb (wyłącznie)-Puławy (wył.)-Lubartów (wył.)-Włodawa (wył.);
- na zachód – styk z terenami Komisariatu wewnętrznego Łódź i Zachodnio- Małopolskiego Okręgu Straży Granicznej Kraków-Włoszczowa (wyłącznie), Skalmierz (wyłącznie), Bochnia (wyłącznie);
- południe – styk z terenami działania Zachodniomałopolskiego Okręgu Straży Granicznej Kraków i Wschodniomałopolskiego Okręgu Straży Granicznej Lwów – Tarnów (włącznie), Rzeszów (wł.), Przeworsk (wł.);
- południowy wschód-linia Monasterz-Zamość (wł.), Lubomia (wył.).

## Funkcjonariusze komisariatu
Komendanci
- komisarz Julian Rosiński (20 VI 1939[5] –)